# Cratere Comnena
Comnena  è un cratere sulla superficie di Venere. Deve il suo nome ad Anna Comnena (in greco Ἄννα Κομνηνή?), principessa e storica bizantina.